# Armin Andres
Armin Andres (* 5. April 1959 in Bamberg) ist ein ehemaliger deutscher Basketballspieler und -trainer. Als Nationalspieler nahm er an den Olympischen Spielen 1992, der WM 1986 und der EM 1987 teil. Als Trainer arbeitete er neben verschiedenen Stationen bei Vereinen in der Basketball-Bundesliga von 1994 bis 2005 auch als Assistenztrainer von Bundestrainer Henrik Dettmann von 1997 bis 2003. Der gelernte Bankkaufmann ist in seiner Geburtsstadt als Gastronom tätig und war von 2008 bis 2014 Mitglied der SPD-Fraktion im Bamberger Stadtrat. Seit Mai 2014 gehört Andres dem Präsidium des Deutschen Basketball Bundes (DBB) als Vizepräsident mit dem Ressort Leistungssport an.

## Spielerkarriere
Andres wuchs in Rosenheim auf und spielte dort für den SB DJK, dessen erste Mannschaft 1979 den Aufstieg in die 2. Basketball-Bundesliga Gruppe Süd erreichte. Ab 1981 spielte er für drei Jahre beim Traditionsverein SSV Hagen in Westfalen in der ersten Basketball-Bundesliga. 1984 wechselte er zurück in seine Geburtsstadt Bamberg zum Erstligarückkehrer 1. FC, der sich 1988 vom Hauptverein trennte und als TTL antrat. Mit der Nationalmannschaft konnte sich Andres für die WM-Endrunde 1986 in Spanien qualifizieren. In der Vorrundengruppe in Málaga scheiterte man knapp wegen des schlechteren Dreiervergleichs an einer Qualifikation für die Zwischenrunde. Bei der EM-Endrunde 1987 im griechischen Athen konnte man mit dem sechsten Platz den guten fünften Rang zwei Jahre zuvor bei der EM im eigenen Land, bei der Andres nicht zum Endrundenkader gehörte, bestätigen. 1990 erreichte er mit dem TTL das Pokalfinale und das Play-off-Halbfinale um die deutsche Meisterschaft. Nach sieben Jahren bei den Bambergern verpflichteten diese den auf seiner Position spielenden sieben Jahre jüngeren Nationalmannschaftskollegen Kai Nürnberger und Andres wechselte 1991 zum Ligakonkurrenten MTV 1846 Gießen. Beim Gründungsmitglied der ersten Basketball-Bundesliga spielte bereits sein fünf Jahre jüngerer Bruder Thomas Andres. Armin Andres fiel in Gießen durch seine Stärken im Spielaufbau sowie als treffsicherer Distanzschütze auf: In der Saison 1991/92 traf er von 156 Dreipunktewürfen 77. Er gehörte auch weiter dem Nationalmannschaftskader an, mit dem er sich 1992 für die Olympischen Spiele in Barcelona qualifizierte, der erst zweiten sportlichen Qualifikation nach 1984 und zwei Teilnahmen als Gastgeberland 1936 und 1972. Beim Olympiaturnier schied man im Viertelfinale gegen die Mannschaft der GUS aus. Seine letzten Spiele als Nationalspieler absolvierte er in der EM-Qualifikation 1992. In der BBL-Saison 1993/94 wechselte er zum Saisonende zu Alba Berlin, wo er nach einem weiteren Ausscheiden im Meisterschaftshalbfinale 1994 seine Spielerlaufbahn beendete. Während der Saison 1995/96 bestritt er aushilfsweise als Spielertrainer noch zwei Bundesliga-Einsätze für Gießen.

## Trainerkarriere
Nach dem Ende der Spielerkarriere 1994 kehrte er zum MTV nach Gießen zurück, dessen Erstligamannschaft sich mittlerweile Flippers nannte und wurde Trainer des Bundesligisten. Nach zwei Play-off-Teilnahmen wurde er nach einem mäßigen Saisonstart im Dezember 1996 entlassen. In der Folge arbeitete Andres zunächst nur noch für den DBB, bei dem er schließlich Assistent des Bundestrainers Henrik Dettmann wurde. 1999 war er als Sportdirektor bei seinem früheren Verein in Bamberg eingeplant. Nach finanziellen Turbulenzen und einem zwischenzeitlich geplantem Rückzug der Bamberger aus der ersten Liga baute er als verantwortlicher Trainer in der Bundesliga-Saison 1999/2000 die Mannschaft neu auf. Nach einer weiteren Spielzeit als Trainer trat er zum Saisonende 2000/01 zurück und wurde von Zoran Slavnić abgelöst. Mit der Nationalmannschaft konnte man durch die Beteiligung von Dirk Nowitzki an frühere Erfolge anknüpfen und nach dem EM-Viertelfinale 1999 bei der nachfolgenden EM 2001 das Halbfinale erreichen und verpasste eine Medaille gegen die spanische Auswahl im kleinen Finale nur knapp. Die WM 2002 in Indianapolis wurde ein großer Erfolg: Die Auswahl verpasste das Endspiel nur knapp und erreichte mit der Bronzemedaille nach einem Sieg im kleinen Finale über Neuseeland die bisher beste Platzierung bei einer Weltmeisterschaft. Das frühzeitige Ausscheiden bei der EM 2003 und die damit verbundene misslungene Qualifikation für Olympia 2004 wurde daher als herbe Enttäuschung gewertet, die zur Entlassung von Bundestrainer Dettmann führte. Andres, der sich als bisheriger Assistent Hoffnungen auf eine Nachfolge als Bundestrainer machte, wurde in der BBL-Saison 2003/04 zunächst Cheftrainer bei seinem ehemaligen Verein in Hagen, der allerdings finanziell angeschlagen war. Dirk Bauermann, der schon in den 90er Jahren große Erfolge als Cheftrainer bei Bayer Leverkusen vorzuweisen hatte, wurde schließlich in der Doppelfunktion als Bundes- und Vereinstrainer vom Verband vorgezogen. Das Bundesliga-Gründungsmitglied aus Hagen musste nach gutem Saisonbeginn schließlich im Dezember 2003 Konkurs anmelden und zog daraufhin zum Jahresende die Mannschaft vom Spielbetrieb zurück. Im Februar 2004 wurde Andres erneut Trainer in Gießen, das aber den Klassenerhalt sportlich nicht erreichte, sondern nur dank der konkursbedingten Rückzüge von Brandt Hagen und FIBA-EuroCup-Challenge-Sieger Mitteldeutscher BC, der von dem ehemaligen Bundestrainer Dettmann trainiert wurde. Zur folgenden Saison 2004/05 übernahm Andres das Traineramt beim Pokalsieger RheinEnergie Köln, mit dem er den Pokaltitel mit einem Endspielsieg über den rheinischen Rivalen Telekom Baskets Bonn erfolgreich verteidigte, jedoch als Hauptrundendritter im Play-off-Viertelfinale ausgerechnet gegen seinen vormaligen Verein aus Gießen ausschied. Anschließend beendete Andres seine Trainerkarriere. Im Mai 2014 wurde er als für das Ressort Leistungssport zuständiger Vizepräsident in den Vorstand des DBB gewählt. Andres weilt oft auf der spanischen Insel Mallorca, welche als seine „zweite Heimat“ beschrieben wurde.

## Gastronomie & Politik
Andres, der sich schon während seines nicht abgeschlossenen BWL-Studiums in Bamberg in der Gastronomie betätigte, ist Betreiber mehrerer gastronomischer Betriebe in seiner Geburtsstadt, darunter das Hotel Molitor, und gehörte von 2008 bis 2014 dem Stadtrat in Bamberg an. Er war Mitglied der SPD-Fraktion und gehörte dem Bamberger Finanzsenat sowie dem Rechnungsprüfungsausschuss an. Zudem nimmt er in seiner Freizeit an Meisterschaftsspielen für Seniorenbasketballmannschaften teil.